# Gomattō
 (mai 2025).
Si vous disposez d'ouvrages ou d'articles de référence ou si vous connaissez des sites web de qualité traitant du thème abordé ici, merci de compléter l'article en donnant les références utiles à sa vérifiabilité et en les liant à la section « Notes et références ».
Gomattō ou Gomato, Gomatto, Gomattou (ごまっとう, Gomattō) est un groupe spécial temporaire (special unit) de J-pop du Hello! Project, formé fin 2002 avec trois des idoles japonaises en solo au H!P de l'époque : Maki Gotō (ex-Morning Musume), Aya Matsūra et Miki Fujimoto (futur-Morning Musume). Le nom du groupe est formé de sylabes tirés des noms de chaque membre : GOto, MATsura, fujimoTO. Le trio ne sortit qu'un seul single en fin d'année, numéro un à l'oricon.

## Single
- 20 novembre 2002 : Shall We Love?